# Catholic Boys
Catholic Boys, anche note come Catholic Boys - Alleluja!, (Heaven Help Us) è un film del 1985 diretto da Michael Dinner.

## Trama
New York, distretto di Brooklyn, 1965. L’adolescente Michael Dunn e sua sorella minore Boo, in seguito alla morte dei genitori, vanno a vivere con i nonni cattolico-irlandesi. Michael viene iscritto alla St. Basil, una rigida scuola cattolica maschile gestita da frati. Sua nonna è determinata a vederlo realizzare il sogno dei suoi genitori: prendere i voti per diventare prete. Michael fa subito amicizia con Caesar, uno studente in sovrappeso che ama leggere ed eccelle negli studi. Caesar aiuta Michael a mettersi in pari con la classe e, a causa di questo rapporto, il bulletto piantagrane Ed Rooney li prende di mira davanti al bar situato vicino alla scuola.
Dopo che Rooney fa uno scherzo a Caesar, l'inflessibile e violento fra’ Constance, uno degli insegnanti, cerca di convincere Michael a fare il nome del responsabile attraverso una punizione corporale. Stufo del rifiuto di Michael di spifferare il nome, fra' Constance lo spinge a terra. Michael si avventa verso Rooney ed entrambi vengono mandati nell’ufficio del preside, il severo fra’ Thaddeus. Rooney, impressionato dal fatto che Michael non abbia fatto la spia, tenta di sistemare le cose tra loro, ma Michael non vuole avere niente a che fare con lui. Dopo la scuola, Rooney dice a Michael che se non diventeranno amici, continuerà a prenderlo di mira. A malincuore Michael fa amicizia con Rooney e i suoi amici William, ossessionato dal sesso, e l’ingenuo Corbett. 
Michael stringe anche amicizia con l'introversa Danni, una ragazza che non va a scuola per gestire il locale del padre, mentalmente infermo, del quale si prende cura. Nel bar di Danni i frati compiono svariate irruzioni, con l'obiettivo di sorprendere gli studenti della St. Basil mentre si comportano in maniera sconveniente. Il parapiglia generato da una di queste incursioni provoca un grande disordine, così Michael aiuta Danni a risistemare tutto e in quell'occasione comincia a nascere un sentimento tra i due.
Il giorno stabilito per la confessione, Caesar entra nel confessionale nell'attesa del proprio turno. Intanto che padre Abruzzi si occupa del comportamento scorretto di uno studente, Rooney entra nella cabina lasciata vuota dal religioso e - fingendosi il prete - fa confessare Caesar, impartendogli - come penitenza - di stringere amicizia con Rooney per fargli ottenere ottimi voti. Caesar, caduto nel tranello, accetta. 
Il rapporto tra Michael e Danni si sviluppa ulteriormente, culminando in un bacio dopo una domenica primaverile trascorsa in spiaggia. 
Un giorno, durante un controllo dei frati, Danni si schiera dalla parte degli studenti della St. Basil e chiude i religiosi fuori dal proprio bar. I frati, convinti che quel luogo contribuisca a traviare gli studenti cattolici, se ne vanno e in seguito avvertono i servizi sociali della situazione di Danni. Pochi giorni dopo, Michael e i suoi amici vedono di fronte al loro locale di ritrovo le auto della polizia e alcuni frati, mentre il padre di Danni viene arrestato e la ragazza prelevata dagli assistenti sociali. Michael abbraccia Danni che, in lacrime, vuole che lui le prometta di non essere triste per la sua partenza.
Rooney, Caesar, William e Corbett per vendicarsi si accordano per fare un dispetto ai frati, colpevoli dell'allontanamento della ragazza: di notte decapitano la statua di San Basilio, posta nel cortile dell'istituto che frequentano. Il giorno dopo, durante un’assemblea scolastica, Rooney consegna a Michael un borsone contenente la testa della statua. Fra’ Constance se ne accorge e riunisce i ragazzi in palestra, dove frusta Corbett, William e Caesar con una cinghia nel tentativo di far confessare l’atto vandalico. Michael reagisce al sopruso scaraventando Fra’ Constance a terra e poi fugge, con il frate che lo insegue e gli altri ragazzi che li rincorrono. L’inseguimento termina nell salone in cui è in corso l’assemblea. Ne segue una rissa tra il ragazzo e il frate, mentre il corpo studentesco si alza in piedi e applaude Michael per avere dato un pugno al religioso. Fra’ Thaddeus sospende i cinque ragazzi per due settimane e licenzia fra’ Constance con l’ordine di trasferirlo ad un altro incarico in cui non lavorerà più con i giovani. I cinque amici escono dalla scuola sopraffatti, ma poi con gioia si rendono conto che non dovranno frequentare la scuola per due settimane.

## Produzione
La St. Michael's Church (costruita nel 1921) e la St. Michael's Parish School furono usate come location per la St. Basil's Church e la St. Basil's School. Le riprese mostrano esterni ed interni sia della chiesa che della scuola e dei dintorni.
La scena dell'auditorium venne girata alla Cardinal Spellman High School nel Bronx.

## Colonna sonora

### Tracce
1. Hallelujah Chorus (The Roches)
2. I've Been Loving You Too Long (Otis Redding)
3. Blue Suede Shoes (Elvis Presley)
4. Hawaiian Wedding Song (Elvis Presley)
5. My Girl (The Temptations)
6. Come See About Me (The Supremes)
7. I Can't Help Myself (The Four Tops)
8. Ooh Baby Baby (Smokey Robinson & The Miracles)
9. Shotgun (Jr. Walker & The All Stars)
10. Dancing In The Street (Martha & The Vandellas)
11. Ain't That Peculiar (Marvin Gaye)
12. Blue Velvet (Bobby Vinton)
13. Wooly Bully (Sam the Sham and The Pharaohs)
14. Tutti Frutti (Little Richard)
15. Dominique (Sœur Sourire)
16. Marche Militaire, op.51, #1, 2, and 3
17. Largo al Factotum (Joey Schmidt, Lawrence Welk e Myron Floren)

## Inesattezze storiche
Nonostante il film sia ambientato nel 1965, ogni scuolabus mostrato è stato realizzato però a fine anni settanta. Inoltre nella strada fuori dal cortile della scuola è presente una Pontiac del 1967.